# Панама (провинция)
Вижте пояснителната страница за други значения на Панама.
Панама (на испански: Panamá) е една от 10-те провинции на централноамериканската държава Панама. Площта ѝ е 8409 квадратни километра и има население от 1 656 339 души (по изчисления за юли 2020 г.). Столицата ѝ е едноименният град Панама, който също е и националната столица.